# ماریوش ولازلی
ماریوش ولازلی (به لهستانی: Mariusz Wlazły) (متولد ۴ اوت ۱۹۸۳) بازیکن والیبال اهل لهستان، عضو سابق تیم ملی والیبال لهستان و فعلی لوتوس ترفل گدانسک است. او به همراه تیم اسکرا به ده قهرمانی در پلاس لیگا لهستان و دو مدال برنز و یک مدال نقره لیگ قهرمانان اروپا رسید و در دو دوره این مسابقات در سال‌های ۲۰۰۷ و ۲۰۱۱ به عنوان امتیازآورترین بازیکن انتخاب شد. ولازلی به همراه تیم ملی لهستان مدال نقره قهرمانی جهان ۲۰۰۶ را به دست آورد. ولازلی پس از بازی‌های درخشان خود در قهرمانی جهان ۲۰۱۴ به عنوان بهترین اسپکر و باارزشترین بازیکن جام هجدهم انتخاب شد و به همراه لهستان به قهرمانی رسید و به همراه وینیارسکی و زاگومنی از تیم ملی خداحافظی کرد. ماریوش ولازلی از سال ۲۰۰۳ تا سال ۲۰۱۴ عضو تیم ملی والیبال لهستان بود. ولازلی در سال ۲۰۱۴ پردرآمدترین بازیکن والیبال جهان از نظر مبلغ قرارداد بوده‌است. ولازلی در سال ۲۰۱۴ جایزه ورزشکار مرد سال را از سوی اسپورت آکورد دریافت کرد.

## دست‌آوردها

### جوایز فردی
- بهترین اسپکر کاپ لهستان ۲۰۰۴
- بهترین اسپکر کاپ لهستان ۲۰۰۶
- بهترین اسپکر کاپ لهستان ۲۰۰۷
- بهترین اسپکر لیگ قهرمانان اروپا ۲۰۰۸
- باارزش‌ترین بازیکن لیگ لهستان ۲۰۰۸
- بهترین اسپکر جام واگنر ۲۰۰۸
- باارزش‌ترین بازیکن جام وانگر ۲۰۰۸
- بهترین زننده سرویس جام واگنر ۲۰۰۸
- بهترین اسپکر کاپ لهستان ۲۰۰۹
- باارزش‌ترین بازیکن کاپ لهستان ۲۰۰۹
- امتیازآورترین بازیکن لیگ قهرمانان اروپا ۲۰۱۰
- باارزش‌ترین بازیکن لیگ لهستان ۲۰۱۰
- بهترین زننده سرویس کاپ لهستان ۲۰۱۱
- باارزش‌ترین بازیکن کاپ لهستان ۲۰۱۱
- باارزش‌ترین بازیکن لیگ لهستان ۲۰۱۲
- بهترین زننده سرویس  سوپر کاپ لهستان ۲۰۱۲
- باارزش‌ترین بازیکن لیگ قهرمانان اروپا ۲۰۱۲
- باارزش‌ترین بازیکن سوپر کاپ لهستان ۲۰۱۲
- باارزش‌ترین بازیکن لیگ لهستان ۲۰۱۴
- بهترین اسپکر قهرمانی جهان ۲۰۱۴
- باارزش‌ترین بازیکن قهرمانی جهان ۲۰۱۴
- ورزشکار مرد سال ۲۰۱۴ اسپورت آکورد ۲۰۱۵

### دولتی
- ۲۰۰۶  صلیب طلا افتخار لهستان
- ۲۰۱۴  نشان تولد دوباره لهستان